# Guillaucourt
Guillaucourt – miejscowość i gmina we Francji, w regionie Hauts-de-France, w departamencie Somma.
Według danych na rok 1990 gminę zamieszkiwało 296 osób, a gęstość zaludnienia wynosiła 46 osób/km² (wśród 2293 gmin Pikardii Guillaucourt plasuje się na 704. miejscu pod względem liczby ludności, natomiast pod względem powierzchni na miejscu 741.).